# (799) Gudula
(799) Gudula es un asteroide perteneciente al cinturón de asteroides descubierto el 9 de marzo de 1915 por Karl Wilhelm Reinmuth desde el observatorio de Heidelberg-Königstuhl, Alemania.
Está posiblemente nombrado por una chica del calendario Lahrer Hinkender Bote.